# Muhammed Akbar Khan
Le général Muhammed Akbar Khan (ourdou : محمد اکبر خان), né le 19 avril 1897 et mort en 1993, est un militaire pakistanais.
Akbar Khan est issu d'une famille rajput, et est né à Chakwal, dans le Pendjab, à l'époque situé dans l'Inde britannique. Il fait une formation militaire puis rejoint l'armée indienne britannique en 1914 pour service militaire, puis obtient un titre permanent en 1920. Il est décoré de l'ordre de l'Empire britannique en 1930. Il est promu major en 1938 puis participe à la Seconde Guerre mondiale. Après la partition des Indes, Akbar décide de rejoindre le Pakistan nouvellement indépendant et son armée. En 1949, alors que le chef de l'armée pakistanaise Douglas Gracey, de nationalité britannique, doit laisser place à un Pakistanais, Akbar Khan est cité parmi les favoris, tout comme son frère Iftikhar Khan. Akbar a notamment pour avantage d'être le plus âgé des généraux pakistanais. Cependant, son frère décède le 13 décembre 1949, et c'est finalement Muhammad Ayub Khan qui sera nommé à ce poste. Akbar sera aussi impliqué dans la « conspiration de Rawalpindi », tentative de coup d’État visant le Premier ministre Liaquat Ali Khan.

## Livres
- Ḥadīs-i difāʻ Nabī-ĕ-Akram-ke usva-ĕ-ḥasana-kī rawshanī-meṅ, 1954, 336 p.
- Māz̤ī, ḥāl aur mustaqbal kā aṣlaḥ jang, 1954, 115 p.
- Hazrat Ali as an Amir, 44 p.
- Krūsaid aur jihād, 1961, 436 p.
- Muhammad Mustafā Kamāl Pasha, 1966, 295 p.
- Turkon ki jidd o jahd-i āzādi, 1966, 4,240 p.
- K̲h̲avātīn-i Islām aur hadīs, 1966, 160 p.
- The ideologies in conflict, 1967, 217 p.
- On war; the Islamic policy: grand strategy & diplomacy, 1967, 418 p.
- Guerrilla warfare, its past, present and future; and, Counter guerrilla warfare, 1967, 392 p.
- The choice of the Arabs versus Zionists cult, 1967, 68 p.
- K̲h̲avātīn-i Islām kelie mashʻal-i rāh, 1967, 280 p.
- Maḥshar-i Falast̤īn, 1968, 244 p.
- Sultan Salahuddin Yousaf Ayubi versus the crusaders, 1968, 437 p.
- Merī āk̲hi̲rī manzil, 2006, 438 p.